# 櫻坂46のライブ・パフォーマンスの一覧
櫻坂46のライブ・パフォーマンスの一覧（さくらざかフォーティーシックスのライブパフォーマンスのいちらん）は、日本の女性アイドルグループ・櫻坂46のライブ・パフォーマンスをまとめた一覧記事。本記事では、櫻坂46が欅坂46（けやきざかフォティーシックス）として活動していた時代のものも記載する。

## 概要
2016年4月、『サイレントマジョリティー』でメジャーデビュー後、『TOKYO IDOL FESTIVAL 2016』、『GirlsAward 2016 AUTUMN/WINTER』、『COUNTDOWN JAPAN 16/17 』といったイベント、音楽フェスに出演。同年12月には単独公演『欅坂46ワンマンライブ』（有明コロシアム）を行った。
デビュー1周年記念日となる2017年4月6日には『欅坂46デビュー1周年記念ライブ』（国立代々木競技場 第一体育館）を行った。同年8月には、ファースト・アルバムの名を冠した全国アリーナ・ツアー『欅坂46 全国ツアー2017「真っ白なものは汚したくなる」』を実施した。さらに、音楽フェスティバル『ROCK IN JAPAN FES. 2017』『SUMMER SONIC 2017』などにも出演している。

## ワンマンライブ

### 欅坂46
- 欅坂46 生中継! デビューカウントダウンライブ！（2016年3月17日、東京国際フォーラム）[注釈 1][9]
- 欅坂46ワンマンライブ（2016年12月24日 - 25日、有明コロシアム）[注釈 2][4][10]
- 欅坂46デビュー1周年記念ライブ（2017年4月6日、国立代々木競技場 第一体育館）[注釈 3][5]
- 欅共和国2017（2017年7月22日・23日、コニファーフォレスト）[注釈 4][11]
- 欅坂46 全国ツアー2017「真っ白なものは汚したくなる」（2017年8月2日 - 30日）[注釈 5][6][12]
- 欅坂46 2nd YEAR ANNIVERSARY LIVE（2018年4月6日 - 8日、武蔵野の森総合スポーツプラザ）[注釈 6][14][15]
- 欅共和国2018（2018年7月20日 - 22日、コニファーフォレスト）[注釈 7][16]
- 欅坂46 夏の全国アリーナツアー2018（2018年8月11日 - 9月5日）[注釈 8][17]
- 欅坂46 渋谷ストリームホール こけら落としミニライブ（2018年9月2日、渋谷ストリーム）[注釈 9][19]
- 欅坂46 3rd YEAR ANNIVERSARY LIVE（2019年4月4日 - 5月11日、大阪フェスティバルホール・日本武道館）[注釈 10][20]
- 欅坂46 二期生「おもてなし会」（2019年4月20日 - 29日、丸善インテックアリーナ大阪・武蔵野の森総合スポーツプラザ）[注釈 11][21]
- 欅共和国2019（2019年7月5日 - 7日、コニファーフォレスト）[注釈 12][23][24]
- 欅坂46 夏の全国アリーナツアー2019（2019年8月16日 - 9月19日）[注釈 13][25][26]
- KEYAKIZAKA46 Live Online, but with YOU!（2020年7月16日）[注釈 14][27]
- KEYAKIZAKA46 Live Online, AEON CARD with YOU!（2020年9月27日）[注釈 15][28]
- 欅坂46 THE LAST LIVE（2020年10月12日 - 13日、国立代々木競技場 第一体育館）[注釈 16][29]

### 櫻坂46
- 櫻坂46 デビューカウントダウンライブ!!（2020年12月8日、東京国際フォーラム）[注釈 17][30]
- BACKS LIVE!!（2021年6月16日 - 18日、舞浜アンフィシアター）[注釈 18][31]
- W-KEYAKI FES. 2021（2021年7月9日 - 11日、コニファーフォレスト）[注釈 19][32][33]
- 1st TOUR 2021（2021年9月11日 - 10月31日）[注釈 20][34][35][36]
- 1st YEAR ANNIVERSARY LIVE（2021年12月9日 - 10日、日本武道館）[37][38]
- 3rd Single BACKS LIVE!!（2022年1月8日・9日、東京ガーデンシアター）[39][40]
- 渡邉理佐 卒業コンサート（2022年5月21日 - 22日、国立代々木競技場 第一体育館）[41][42]
- W-KEYAKI FES. 2022（2022年8月19日 - 20日、富士急ハイランドコニファーフォレスト）[注釈 21][43][45]
- 2nd TOUR 2022 “As you know?”（2022年9月29日 - 11月9日）[注釈 22][47][48]
- 櫻坂46 2nd YEAR ANNIVERSARY 〜Buddies感謝祭〜（2022年12月8日・9日、日本武道館）[49]
- SAKURAZAKA46 Live, AEON CARD with YOU! Vol.2（2023年2月27日、KT Zepp Yokohama）[50]
- 櫻坂46 三期生「おもてなし会」（2023年3月4日・5日、ぴあアリーナMM）[51][52]
- 3rd TOUR 2023（2023年4月12日 - 6月1日）[注釈 23][54][55]
- 新参者 LIVE at THEATER MILANO-Za（2023年11月3日 - 12月3日、THEATER MILANO-Za）[注釈 24][56][57]
- 3rd YEAR ANNIVERSARY LIVE（2023年11月25日 - 26日、ZOZOマリンスタジアム）[58][59]
- 7th Single BACKS LIVE!!（2024年1月15日 - 23日、豊洲PIT、Zepp DiverCity）[60][61]
- 小林由依卒業コンサート（2024年1月31日・2月1日、国立代々木競技場 第一体育館）[62][63]
- 4th ARENA TOUR 2024 新・櫻前線 –Go on back?–（2024年3月2日 - 6月16日）[注釈 25][66][67][68]
- SAKURAZAKA46 Live, AEON CARD with YOU！Vol.3（2024年3月30日、幕張イベントホール）[69]
- 8th Single BACKS LIVE!!（2024年5月9日-10日、幕張イベントホール）[70][71]
- 9th Single BACKS LIVE!!（2024年8月23日 - 25日、幕張イベントホール）[72][73]
- 三期生ライブ（2024年9月12日 - 10月9日、国立代々木競技場第一体育館、大阪城ホール）[74][75]
- 4th YEAR ANNIVERSARY LIVE（2024年11月23日・24日、ZOZOマリンスタジアム）[76][77]
- 10th Single BACKS LIVE!!（2024年12月3日 - 5日、幕張イベントホール）[78][79]
- 11th Single BACKS LIVE!!（2025年3月6日・7日、武蔵の森総合スポーツプラザ）[80][81]
- SAKURAZAKA46 Live, AEON CARD with YOU！Vol.4（2025年3月19日、幕張イベントホール）[82]
- Buddies感謝祭2025（2025年3月20日、幕張イベントホール）[注釈 26][83][84]
- 5th TOUR 2025 “Addiction”（2025年4月26日 - 8月24日〈予定〉）[注釈 27][85][86]
- 櫻坂46 四期生「First Showcase」（2025年6月12日、有明アリーナ）[87][88]
- 12th Single BACKS LIVE!!（2025年7月9日・10日、幕張イベントホール）[89][90]

## 音楽フェスティバル

### 欅坂46
- ニッポン放送 LIVE EXPO TOKYO 2016 ALL LIVE NIPPON VOL.4（2016年1月30日、国立代々木競技場 第一体育館）[91]
- CDTVスペシャルフェス（2016年3月11日、国立代々木競技場 第二体育館）[92]
- ZIP!春フェス
  - ZIP!春フェス 2016（2016年3月29日、東京ドームシティホール）[93]
  - ZIP!春フェス 2017（2017年3月30日、東京ドームシティホール）[94]
- がんばろう！九州 ハウステンボス MUSIC FES. 2016（2016年6月11日、ハウステンボス）[95]
- TOKYO IDOL FESTIVAL
  - TOKYO IDOL FESTIVAL 2016（2016年8月6日 - 7日、お台場・青海周辺エリア）[1]
  - TOKYO IDOL FESTIVAL 2017（2017年8月5日、お台場・青海周辺エリア）[注釈 28][96]
- COUNTDOWN JAPAN
  - COUNTDOWN JAPAN 16/17（2016年12月28日、幕張メッセ）[3]
  - COUNTDOWN JAPAN 17/18（2017年12月28日、幕張メッセ）[97]
  - COUNTDOWN JAPAN 18/19（2018年12月28日、幕張メッセ）[98]
  - COUNTDOWN JAPAN 19/20（2019年12月28日、幕張メッセ）[99]
- LAGUNA MUSIC FES. 
  - LAGUNA MUSIC FES. 2017（2017年3月26日、ラグーナテンボス）[100]
  - LAGUNA MUSIC FES. 2019（2019年10月19日、ラグーナテンボス）[101]
- ROCK IN JAPAN FESTIVAL
  - ROCK IN JAPAN FES. 2017（2017年8月12日、国営ひたち海浜公園）[7][102]
  - ROCK IN JAPAN FES. 2018（2018年8月4日、国営ひたち海浜公園）[103]
  - ROCK IN JAPAN FES. 2019（2019年8月4日、国営ひたち海浜公園）[104]
- SUMMER SONIC 2017（2017年8月19日 - 20日、幕張メッセ・舞洲スポーツアイランド）[8]
- JUMP MUSIC FESTA（2018年7月8日）[105]
- イナズマロックフェス 2018（2018年9月22日、烏丸半島芝生広場）[106][107]

### 櫻坂46
- COUNTDOWN JAPAN
  - COUNTDOWN JAPAN 21/22（2021年12月28日、幕張メッセ）[108]
  - COUNTDOWN JAPAN 22/23（2022年12月28日、幕張メッセ）[109]
  - COUNTDOWN JAPAN 23/24（2023年12月28日、幕張メッセ）[110]
  - COUNTDOWN JAPAN 24/25（2024年12月28日、幕張メッセ）[111]
- JAPAN_JAM
  - JAPAN JAM 2022（2022年5月1日、千葉市蘇我スポーツ公園）[112]
  - JAPAN JAM 2024（2024年4月28日、千葉市蘇我スポーツ公園）[113]
- イナズマロックフェス 2022（2022年9月17日、烏丸半島芝生広場）[114]
- ASIA EMOTIONAL MUSIC FES 2022（2022年12月21日、有明アリーナ）[115]
- OSAKA GIGANTIC MUSIC FESTIVAL
  - OSAKA GIGANTIC MUSIC FESTIVAL 2023（2023年7月23日、舞洲スポーツアイランド）[116]
  - OSAKA GIGANTIC MUSIC FESTIVAL 2024（2024年7月21日、舞洲スポーツアイランド）[117]
- ROCK IN JAPAN
  - ROCK IN JAPAN FESTIVAL 2023（2023年8月12日、千葉市蘇我スポーツ公園）[118]
  - ROCK IN JAPAN FESTIVAL 2024（2024年8月3日、千葉市蘇我スポーツ公園）[119]
  - ROCK IN JAPAN FESTIVAL 2024 in HITACHINAKA（2024年9月21日、国営ひたち海浜公園）[120]
- LOVE IT! ROCK 2023（2023年8月27日、国立代々木競技場第一体育館）[121]
- バズリズム LIVE –10th Anniversary–（2024年7月20日、国立代々木競技場第一体育館）[122]
- WONDERLIVET 2024（2024年11月10日、KINTEX）[123]
- Clockenflap Music & Arts Festival 2024（2024年11月30日、Harbourflap Stage）[124]
- FUKUOKA MUSIC FES. 2025（2025年1月26日、福岡ドーム）[125]
- CENTRAL MUSIC & ENTERTAINMENT FESTIVAL 2025（2025年4月19日、Zepp New Taipei）[126][127]

## イベント

### 欅坂46
- UTB NIGHT Vol.2 〜創刊30周年記念SPECIAL featuring 欅坂46〜（2016年5月25日、Zepp DiverCity）[128]
- お台場みんなの夢大陸2016「めざましライブ」（2016年8月11日、オマツリランド）[129]
- テレビ朝日・六本木ヒルズ 夏祭り SUMMER STATION 音楽ライブ（2016年8月20日、六本木ヒルズアリーナ）[130]
- @JAM×ナタリー EXPO 2016（2016年9月24日、幕張メッセ9-11ホール）[131]
- GirlsAward
  - Girls Awaed 2016 AUTUMN/WINTER（2016年10月8日、国立代々木競技場第一体育館）[2]
  - GirlsAward 2017 SPRING/SUMMER（2017年5月3日、国立代々木競技場第一体育館）[132]
  - GirlsAward 2017 AUTUMN/WINTER（2017年9月16日、幕張メッセ）[133]
  - GirlsAward 2018 SPRING/SUMMER（2018年5月19日、幕張メッセ）[134]
  - Rakuten GirlsAward 2019 AUTUMN/WINTER（2019年9月28日、幕張メッセ）[135]
- PERFECT HALLOWEEN 2016（2016年10月22日、横浜アリーナ）[136]
- B.LEAGUE公式戦 横浜ビー・コルセアーズ対シーホース三河 ハーフタイムショー（2016年12月10日）[137]
- つぶやきFES 博欅場所〜GUM ROCK FES2〜（2017年3月7日、両国国技館）[138]
- MTV Video Music Awards Japan
  - MTV VMAJ 2017（2017年9月27日、STUDIO COAST）[139]
  - MTV VMAJ 2018 –THE LIVE–（2018年10月10日、STUDIO COAST）[140]
- 東京ガールズコレクション
  - TGC KITAKYUSHU 2017（2017年10月21日、西日本総合展示場）[141]
  - 東京ガールズコレクション2018 SPRING/SUMMER（2018年3月31日、横浜アリーナ）[142]
- VIVA LA ROCK EXTRA「ビバラポップ!」（2018年5月6日、さいたまスーパーアリーナ）[143]

### 櫻坂46
- 東京ガールズコレクション
  - 第32回 マイナビ 東京ガールズコレクション 2021 SPRING/SUMMER（2021年2月28日、オンライン）[144]
  - IDOL RUNWAY COLLECTION supported by TGC（2023年8月7日、国立代々木競技場第二体育館）[145]
- MTV LIVE MATCH（2021年10月6日、ぴあアリーナMM）[146]
- MTV Video Music Awards Japan
  - MTV VMAJ 2021 -THE LIVE-（2021年11月25日、東京都内）[147]
  - MTV VMAJ 2022（2022年11月2日・3日、武蔵野の森総合スポーツプラザ）[148][149]
  - MTV VMAJ 2023（2023年11月22日、Kアリーナ横浜）[150]
- GirlsAward
  - Rakuten GirlsAward 2022 AUTUMN/WINTER（2022年10月8日、幕張メッセ）[151]
  - Rakuten GirlsAward 2023 SPRING/SUMMER（2023年5月4日、国立代々木競技場第一体育館）[152]
  - Rakuten GirlsAward 2023 AUTUMN/WINTER（2023年9月30日、幕張メッセ）[153]
- ユニ春！ライブ 2023（2023年3月12日、ユニバーサル・スタジオ・ジャパン）[154]
- Japan Expo Paris 2023（2023年7月15日、ノール・ヴィルパント見本市会場（英語版））[155][156]
- Japan Expo Malaysia 2023（2023年8月19日、パビリオン・ブキット・ジャリル（英語版））[157][158]
- 第26回 Seventeen夏の学園祭2023（2023年8月23日、東京ドームシティプリズムホール）[159]
- 2023 Asia Artist Awards IN THE PHILIPPINES（2023年12月14日、フィリピンアリーナ（英語版））[160][161]
- J-POP SOUND CAPSULE @AX2025 Anisong World Matsuri Returns（2025年7月3日、Peacockシアター）[162][163]